# Euploea tyrianthina
Euploea tyrianthina är en fjärilsart som beskrevs av Moore 1883. Euploea tyrianthina ingår i släktet Euploea och familjen praktfjärilar. Inga underarter finns listade i Catalogue of Life.